# 凱恩戈姆山國家公園
凱恩戈姆山國家公園（英語：Cairngorms National Park）是英國蘇格蘭的一處國家公園，位於蘇格蘭東北部地區。凱恩戈姆山國家公園設立於2003年，是蘇格蘭第二個國家公園，由蘇格蘭議會批准設立。凱恩戈姆山國家公園是不列顛群島面積最大的國家公園。2010年，凱恩戈姆山國家公園的範圍又進行了擴展。

## 外部連結
- Cairngorms National Park website（页面存档备份，存于）
- Cairngorms Park Holiday Information Portal
- Cairngorms National Park website for accommodation and activities（页面存档备份，存于）
- Map with boundaries before and after 4/10/10 extension
- Cairngorms Climate（页面存档备份，存于） How will climate change affect the park?